# NGC 2957B
NGC 2957B је елиптична галаксија у сазвежђу Змај која се налази на NGC листи објеката дубоког неба.
Деклинација објекта је + 72° 59' 2" а ректасцензија 9h 47m 17,9s. Привидна величина (магнитуда) објекта NGC 2957 износи 14,7 а фотографска магнитуда 15,7. NGC 2957B је још познат и под ознакама MCG 12-10-2, CGCG 332-64, CGCG 333-2, PGC 28119.